# Chloroclystis eurymesa
Chloroclystis eurymesa är en fjärilsart som beskrevs av Louis Beethoven Prout 1932. Chloroclystis eurymesa ingår i släktet Chloroclystis och familjen mätare. Inga underarter finns listade i Catalogue of Life.